# Glaucocharis selenaea
Glaucocharis selenaea là một loài bướm đêm trong họ Crambidae.